# Agrippina starší
Agrippina starší (latinsky Vipsania Agrippina (asi 14 př. n. l. – 18. října 33 n. l.) byla římská patricijka, členka juliovsko-claudiovské dynastie, dcera Marka Vipsania Agrippy, admirála císaře Augusta, a Julie starší. Provdala se za vojevůdce Germanika, kterého doprovázela na vojenských výpravách do Germánie a do Orientu. Jejich synem byl pozdější císař Caligula, jejich dcerou byla Agrippina mladší. Po Germanikově smrti se vrátila do Říma, kde se snažila působit ve prospěch svého syna. Císařem Tiberiem byla vykázána do vyhnanství na ostrov Pandateria, kde v roce 33 spáchala sebevraždu.